# Anhellia
Anhellia — рід грибів родини Myriangiaceae. Назва вперше опублікована 1900 року.

## Класифікація
До роду Anhellia відносять 10 видів:
- Anhellia calami
- Anhellia escharoides
- Anhellia lantanae
- Anhellia nectandrae
- Anhellia nigra
- Anhellia purpurascens
- Anhellia tabebuiae
- Anhellia tetracerae
- Anhellia tristis
- Anhellia verruco-scopiformans